# Québec (Curateur public) c. Syndicat national des employés de l'hôpital St-Ferdinand
Québec (Curateur public) c. Syndicat national des employés de l'hôpital St-Ferdinand (1996) est un arrêt de principe de la Cour suprême du Canada dans le domaine de la responsabilité civile au Québec.

## Contexte factuel et juridique
Des grèves sont illégalement déclarées dans un hôpital pour individus atteints de déficiences intellectuelles graves. Le syndicat décide de laisser les patients à eux-mêmes pendant les grèves illégales qui ont duré 33 jours en tout. Le Curateur public de la province poursuit le syndicat afin de réclamer des dommages au nom des patients laissés à eux-mêmes. L'affaire se rend en Cour suprême. L'enjeu juridique concerne la possibilité pour des patients gravement déficients de ressentir un préjudice alors qu'ils ont à peine conscience des événements qui se produisent.

## Décision
La Cour suprême rejette le pourvoi du syndicat des employés.

## Motifs du jugement
Dans cet arrêt, la Cour suprême dit que le droit civil s’appuie sur une conception objective du préjudice, tandis que la common law s’appuie sur une théorie subjective du préjudice. Autrement dit, la common law croit qu’une personne dans le coma n’est pas en l’état d’être indemnisée car elle ne jouit plus des plaisirs de la vie, tandis que le droit civil soutient l’opinion contraire. L’aspect essentiel de la conception objective, c’est « la reconnaissance de l’existence d’un préjudice extrapatrimonial objectif et indépendant de la souffrance ou de la perte de jouissance de la vie ressentie par la victime. Dans cette perspective, le préjudice est constitué non seulement de la perception que la victime a de son état, mais aussi de cet état lui-même. En d’autres termes, il ne suffit pas d’indemniser la victime pour les conséquences patrimoniales et la douleur morale et physique qui résultent de la blessure. La conception objective « s’accorde beaucoup mieux d’ailleurs avec les principes fondamentaux de la responsabilité civile », selon la Cour suprême.
L’arrêt St-Ferdinand  enseigne également que le calcul des pertes non pécuniaires s’effectue en fonction de trois approches qui interagissent : l’approche personnelle, l’approche conceptuelle et l’approche fonctionnelle. L’approche conceptuelle considère que les composantes de l’être humain ont une valeur purement objective. L’approche personnelle s’attache plutôt à évaluer, d’un point de vue subjectif, la douleur et les inconvénients découlant des blessures subies par la victime. Enfin, l’approche fonctionnelle cherche à « calculer les moyens matériels de rendre la vie de la victime plus supportable puisqu’il faut accepter le fait que cette perte subie ne peut en aucune façon être réparée directement 